# K-219
K-219 war ein Atom-U-Boot der sowjetischen Marine. Sie gehörte dem Typ Projekt 667A an, NATO-Bezeichnung: Yankee-I-Klasse. Als Raketen-U-Boot (SSBN) war es die Aufgabe der 1971 gebauten K-219, im Rahmen der nuklearen Abschreckung U-Boot-gestützte ballistische Raketen (SLBM) vor die Ostküste der USA zu tragen, um im Falle eines Atomkrieges eine möglichst kurze Reaktionszeit zu gewährleisten.
Am 3. Oktober 1986 detonierte rund 680 Seemeilen nordöstlich der Bermuda-Inseln im Atlantischen Ozean eine der Raketen in ihrem Silo, der Raketenraum füllte sich mit Wasser. Die K-219 tauchte daraufhin auf und trieb drei Tage an der Wasseroberfläche. Am 6. Oktober sank das U-Boot schließlich aus letztlich nicht geklärter Ursache. Vier Besatzungsmitglieder starben, der Rest der Mannschaft wurde gerettet.

## Daten

### Dienstzeit
Für das Design des Bootes war das Zentrale Konstruktionsbüro Rubin (russisch Центральное конструкторское бюро Рубин, Zentralnoje konstruktorskoje bjuro Rubin) verantwortlich, Chefingenieur war Sergei N. Kowaljow.
Die K-219 wurde auf der Marinewerft in Sewerodwinsk am Weißen Meer 1971 mit der Werftnummer 460 von Stapel gelassen und am 31. Dezember 1971 als 21. Einheit der Yankee-Klasse in der Marinebasis Gadschijewo auf der Halbinsel Kola in Dienst gestellt, womit sie zur Nordflotte gehörte.

### Technische Daten
Die K-219 war als Einheit der Yankee-Klasse knapp 130 Meter lang und 12 Meter breit, ihre Besatzung bestand aus 120 Mann. Die Druckhülle war in neun Abteilungen geteilt, vom Torpedoraum über den Raketenraum (Abteilung 4) und die Reaktor- und Maschinenräume (Nr. 7 und 8) bis zur Notausstiegsluke achtern. Die Hülle wurde in Zweihüllenbauweise konstruiert und bestand aus schwach-magnetischem Stahl, um die Erfassung durch U-Boot-Suchflugzeuge mittels Magnetanomaliedetektor zu erschweren.
Der Antrieb bestand aus zwei Druckwasserreaktoren vom Typ OK-700. Deren Kerne vom Typ WM-4 lieferten eine Leistung von jeweils 90 Megawatt. Die zwei fünfblätterigen Bronzepropeller wurden über zwei Wellen angetrieben, die Leistung pro Welle lag bei 20.000 PS (14.710 kW). Die Bewaffnung bestand zu Beginn aus 16 Atomraketen vom Typ RSM-25, die jeweils einen Nuklearsprengkopf tragen konnten und eine Reichweite von geschätzten 2000 Kilometern hatten. Nachdem in den 1970er-Jahren der Startkomplex der Raketen vom Standard D-5 auf D-5U modernisiert worden war, konnte die K-219 die verbesserte RSM-25U mit drei Gefechtsköpfen und einer Reichweite von etwa 3000 Kilometern abfeuern. Zur Selbstverteidigung führte die K-219 außerdem Torpedos mit, die durch sechs Bugtorpedorohre ausgestoßen werden konnten.

## Einsatzprofil
Die Boote der Yankee-Klasse waren dazu konstruiert, U-Boot-gestützte, ballistische Raketen mit einer Reichweite von etwa 3000 km zu tragen. Sie waren als versteckte Erstschlagswaffen oder als Zweitschlagskapazität konzipiert. Das Standardoperationsgebiet der Yankee-Klasse umfasste gut 600.000 km² und lag, in Nord-Süd-Richtung erstreckt, 2.800 bis 3.600 Kilometer vor der Ostküste der USA. Eine Patrouille dauerte drei Monate, wobei jeweils ein Monat für die An- sowie Abfahrt aus dem Operationsgebiet benötigt wurde.

## Unfälle an Bord vor der letzten Fahrt

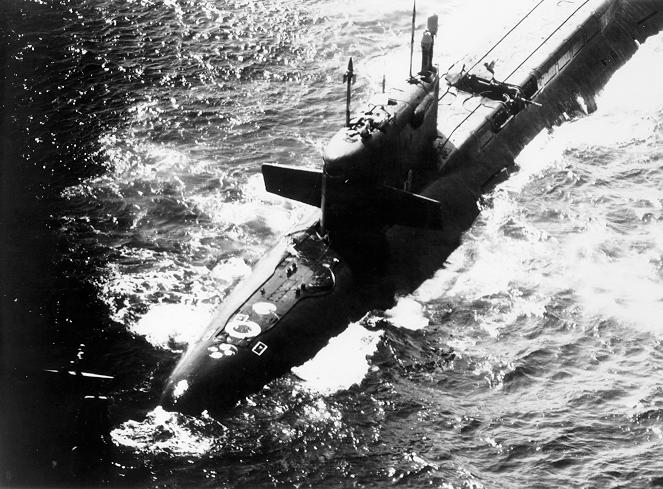
Von Explosion beschädigtes Raketensilo der K-219

An Bord der K-219 gab es von Beginn an Schwierigkeiten mit den Nuklearraketen beziehungsweise deren Silos und ihren Mündungsklappen.
So war am 31. August 1973 die Dichtung der Mündungsklappe des Raketensilos Nr. 15 eingerissen, wodurch Wasser in das Silo eindringen konnte. Dieses bildete mit ausgelaufenem Raketentreibstoff (Distickstofftetroxid) aggressive Salpetersäure, welche die Treibstoffleitung einer RSM-25-Rakete beschädigte. Die sich daraufhin bildende Mischung aus zwei Treibstoffkomponenten explodierte, ein Mann wurde getötet und der Raketenraum des U-Bootes wurde komplett geflutet. Nach dem Unfall wurde Silo 15 permanent außer Betrieb gesetzt, indem die Mündungsklappe zugeschweißt wurde.
Im Januar 1986 gab es beim Übungsschießen in ein Zielgebiet bei Nowaja Semlja Probleme beim Abfeuern einer Rakete. Es gelang der Besatzung erst nach mehreren Stunden, die Rakete zu starten. Daraufhin ließ sich jedoch die Mündungsklappe des Rohres Nr. 8 nicht mehr schließen. Als Folge musste das Boot auftauchen und bei einem Sturm der Stärke 8 an der Oberfläche fahrend in den Hafen zurückkehren.

## Atlantik-Unterquerung September 1986
Am 3. September 1986 legte die K-219 aus ihrem Heimathafen Gadschijewo ab, um westwärts in Richtung der Küste der Vereinigten Staaten von Amerika zu fahren. Dort sollte sie, bestückt mit 15 Atomraketen, auf Patrouille gehen.
Bereits kurz nach dem Tauchen in der Barentssee begann Silo 6 zu lecken, jedoch meldete der zuständige Offizier Petratschkow dies nicht an Kapitän Britanow, um zu verhindern, dass seine Abteilung eine vorzeitige Rückkehr in den Heimathafen zu verantworten hätte.
Das Unterseeboot wurde im Nordatlantik in der GIUK-Lücke zwischen Großbritannien und Island vom Lauschsystem SOSUS erfasst. Die United States Navy war damit über seine Anwesenheit im Atlantik informiert. Dieser Entdeckung hatte Kapitän Igor Britanow dadurch zu entgehen versucht, dass er im „Geräuschschatten“ eines Frachters die am Meeresgrund verankerten SOSUS-Bojen überquerte. Bereits einige Stunden bevor die K-219 Anfang Oktober in ihrem Patrouillengebiet 680 Meilen nordöstlich der Bermuda-Inseln ankam, war sie von einem U-Boot der Los-Angeles-Klasse – der Augusta – aufgespürt worden. Dies war jedoch auch auf der K-219 bemerkt worden, so dass es bis zum 3. Oktober 1986 zu einer wechselseitigen Verfolgung beider Unterseeboote kam.

## Das Unglück am 3. Oktober

### Explosion an Bord

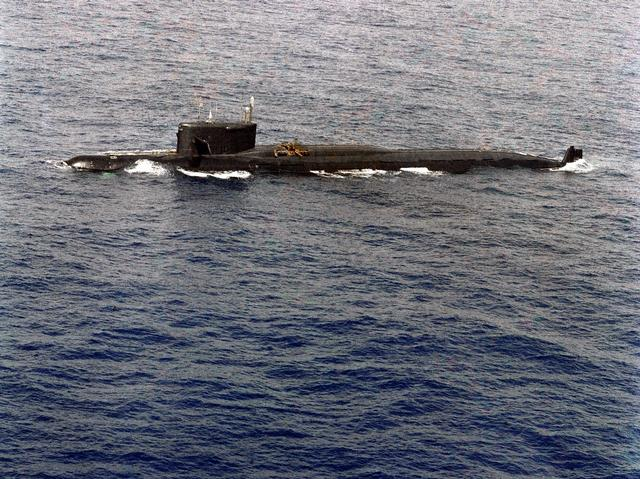
K-219 nach der Explosion an der Oberfläche

Das Problem mit der defekten Dichtung an Silo 6 bestand am 3. Oktober immer noch; das Silo musste ungefähr zweimal pro Tag leergepumpt werden. In den frühen Morgenstunden des Tages riss die Dichtung komplett und das Silo lief voll Wasser. Der Versuch, das Silo leerzupumpen, schlug fehl. Dort bildete sich, wie schon bei dem Unfall im Jahre 1973, Salpetersäure, welche die Hülle der Rakete angriff. Deshalb bat Waffenoffizier Petratschkow, das U-Boot auf 50 m Tiefe hoch zu bringen, um den Raketenschacht entlüften und die Rakete ausstoßen zu können. Der Tiefenwechsel war notwendig, um die empfindliche Rakete vor dem Zerdrücken durch den hohen Wasserdruck in großen Tiefen zu schützen. Der Prozess, eine RSM-25 ausschwimmen zu lassen, dauerte bei Booten der Yankee-Klasse ungefähr fünf Minuten. Da sich das Gasgemisch aber bereits während des Ausschwimmens entzündete, explodierte die Rakete noch im Silo, riss das Silo zur Seeseite hin auf und beschädigte die Nukleargefechtsköpfe der Rakete. Teile davon wurden sowohl ins Meer als auch in den volllaufenden Raketenraum geschleudert, Gase der Salpetersäure verbreiteten sich im Raketenraum.
Durch das Volllaufen des mittschiffs hinter dem Turm liegenden Raketenraums sank das Boot sofort auf eine Tiefe von etwa 300 Metern nahe der maximalen Tauchtiefe des Bootes ab. Da es zum Zeitpunkt der Explosion keine Fahrt gemacht hatte, lag kein Druck auf den Rudern, weswegen sich das Boot nicht steuern ließ. Bei einer Tiefe von ungefähr 350 m entschied Kapitän Britanow, sämtliche Tauch- und Regelzellen des U-Bootes mit der an Bord befindlichen Druckluft anzublasen, um das Wasser aus den Tanks zu verdrängen. Durch den dadurch entstehenden Auftrieb wird das so genannte Notauftauchen eingeleitet, bei dem das U-Boot in steilem Winkel zur Wasseroberfläche schießt. Dieses Manöver rettete auch die K-219, die nur zwei Minuten nach der Explosion die Oberfläche durchbrach.
Abteilung 4, der Raketenraum, wurde mittels der wasserdichten Schotten verschlossen, nachdem die Besatzung den halb gefluteten, mit giftigen Gasen durchsetzten Raum verlassen hatte. Im Unterschied zum Unfall von 1973 fraß sich die gebildete Salpetersäure durch die Gummidichtungen der Schotten in Richtung Bug und Heck. Das teilte das Boot in zwei Hälften, da ein Betreten des Raketenraumes unmöglich geworden war: Kommandozentrale und Torpedoraum im Bug vor dem Raketenraum sowie Medizinstation, Reaktorraum und -kontrolle und Turbinenraum im Heck dahinter.

### Drohende Kernschmelze
Die Besatzung wurde möglichst weit von der Explosionsstelle entfernt in den Bug beziehungsweise das Heck befohlen; Atemschutzmasken wurden ausgegeben. Bald darauf zeigten die Temperaturanzeiger der WM-4-Nuklearreaktoren sehr hohe Temperaturen, der Fluss der Kühlflüssigkeit im Reaktor nahm immer weiter ab. Die Daten ließen nur den Schluss zu, dass eine Kernschmelze unmittelbar bevorstand. Der Reaktor ließ sich jedoch an Backbord nicht wie vorgesehen von der Kontrollstation aus abschalten, da entweder die sich ausbreitenden Gase die Leitungen angegriffen hatten oder die starke Hitze die Auslöser der Kontrollstäbe beschädigt hatte. Aus diesem Grund musste die Reaktorschnellabschaltung manuell in der Reaktorkammer selber ausgeführt werden, wo eine hohe Dosisleistung herrschte. Die an Bord befindlichen Kontaminations-Schutzanzüge waren nicht in der Lage, die Matrosen insbesondere vor der starken Gamma- und Neutronenstrahlung in der Nähe des Reaktorkerns zu schützen.
Als erster ging der Offizier der Reaktorabteilung, Nikolai Belikow, in die Reaktorkammer, um die Reaktorschnellabschaltung durchzuführen. Als Belikow erschöpft aus der Reaktorkammer kam, hatte er drei der vier Stäbe des Backbordreaktors gesenkt. Dieses war eine Arbeit, die große körperliche Kraft erforderte, da die Halterungen der Stäbe von der herrschenden Hitze inzwischen stark verbogen waren. Dann ging der 20-jährige Matrose Sergei Preminin in die Reaktorkammer und konnte nach zwei Versuchen die beginnende Kernschmelze stoppen. Als er den Reaktorraum entkräftet (oder schon von der Strahlenkrankheit gezeichnet) verlassen wollte, konnte er das Schott nicht mehr öffnen, da sich zwischen der Reaktorkammer und der dahinter liegenden Reaktorkontrollstation ein Druckunterschied aufgebaut hatte. Preminin starb in der heißen Reaktorkammer; die übrige Besatzung musste sich weiter in Richtung Heck bewegen, um den giftigen Gasen zu entkommen, die sich im Boot ausbreiteten. Preminin erhielt posthum den Orden des Roten Sterns.

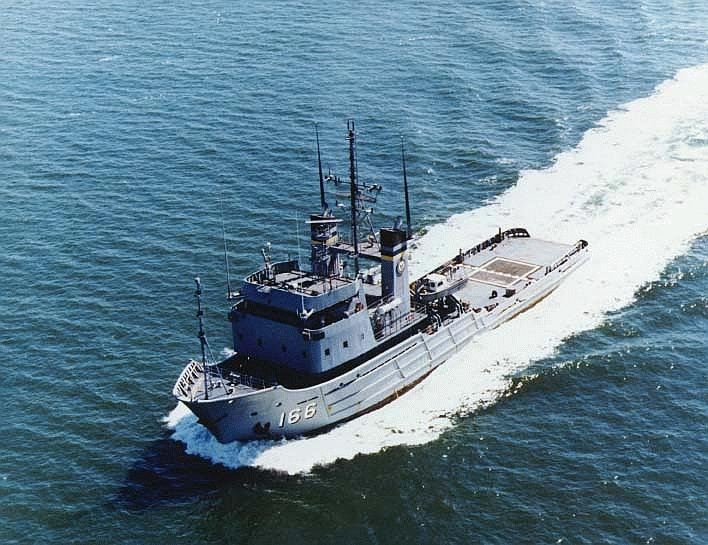
USNS Powhatan

Währenddessen hatte die K-219 Kontakt mit dem sowjetischen Frachtschiff Fjodor Bredichin aufgenommen, welches sich der Unglücksstelle näherte. Andere Schiffe vor Ort waren die Powhatan, ein ziviler Schlepper der US Navy, und weiterhin die Augusta. Außerdem wurde die Stelle von Patrouillenflugzeugen des Typs P-3C Orion vom US-Marinefliegerstützpunkt auf den Bermudas überflogen.

### Versuchtes Abschleppmanöver
Zu diesem Zeitpunkt der Geschehnisse gab es sowohl in der US Navy wie auch in der sowjetischen Marine Pläne, die K-219 abschleppen zu lassen. Die Amerikaner wollten unter dem Schleier der Nothilfe genaue Pläne vom Boot und den Waffen erlangen. Die Fjodor Bredichin legte Leinen, die am Turm und am Bug des U-Bootes angeschlagen wurden. Diese brachen nach einiger Zeit im Schlepp jedoch. Während einige Quellen berichten, dass die Augusta die Leinen mit ihrem Turm gekappt habe, gibt es andere Berichte, dass das U-Boot durch einbrechendes Wasser Auftrieb verlor und dadurch tiefer sank und der erhöhte Wasserwiderstand letztlich zum Brechen der Leinen führte.
Von sowjetischen Flugzeugen abgeworfene Ersatzausrüstung versank auf der Stelle, da an den Kisten keine Schwimmer angebracht worden waren. Die immer wieder angebotene Hilfe der USNS Powhatan wurde abgelehnt, da das Motiv der US Navy zu offensichtlich war.
Wegen der sich beschleunigenden Ausbreitung der giftigen Gase an Bord der K-219 wurde die gesamte Besatzung auf den Frachter Fjodor Bredichin evakuiert, nur Kapitän Britanow blieb an Bord des U-Bootes. Auch während der Evakuierung führte die USS Augusta wieder Störmanöver aus. Sie fuhr mit ausgefahrenem Periskop auf die Rettungsboote zu, vielleicht in der Hoffnung, mit der Videokamera Bilder des Inneren der Boote zu bekommen.

### Der Untergang

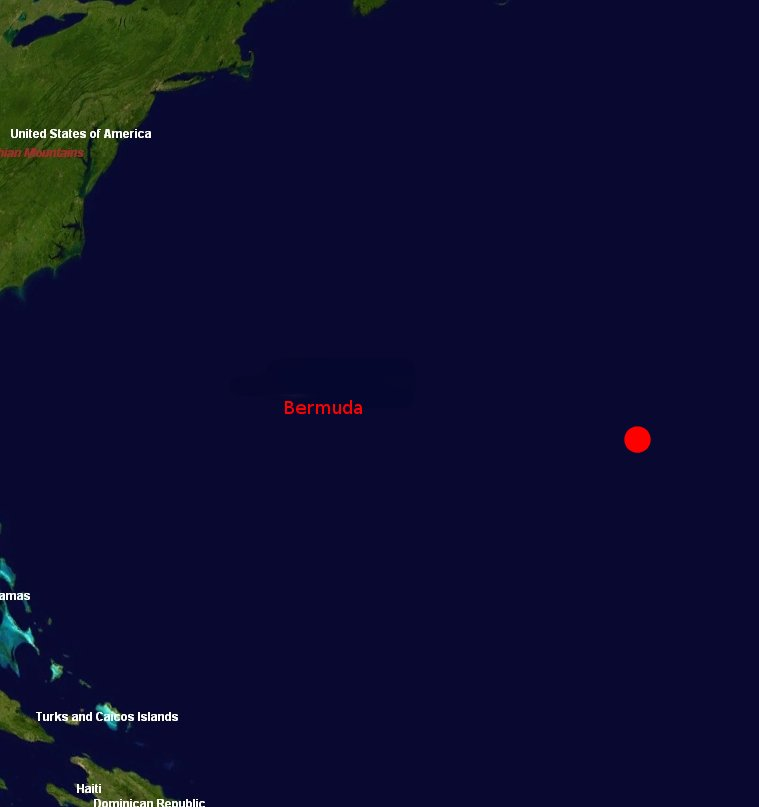
Der Umkreis, um den K-219 am 6. Oktober sank

Am 6. Oktober kamen Befehle aus Moskau. Darin wurde die Besatzung der K-219 zurück an Bord befohlen, um das U-Boot an der Oberfläche zurück in die Sowjetunion zu fahren, da ein Abschleppen nicht mehr möglich sei. Bevor die Besatzung zurückkehren konnte, sank die K-219 jedoch in den frühen Morgenstunden mit 14 Atomraketen und beiden Reaktoren auf etwa 5.550 m Tiefe des Hatteras-Tiefs. Möglich ist, dass Kapitän Britanow die K-219 versenkte, da er wusste, dass eine Rückkehr auf das Boot den Tod für seine Besatzung bedeuten würde. Dafür könnte er ein Torpedorohr geöffnet und sich selbst durch die vordere Notausstiegsluke gerettet haben. Wahrscheinlicher ist, dass die K-219 durch das in den Raketenraum eingebrochene Wasser sank. Britanow wurde auf einem Rettungsfloß gefunden und ging an Bord der Fjodor Bredichin.
Vier Männer starben an Bord der K-219. Es waren der Waffenoffizier Kapitän 3. Ranges (Korvettenkapitän) Alexander Petratschkow, Maschinist Igor Chartschenko, Matrose Nikolai Smagljuk und Reaktortechniker Matrose Sergei Preminin. Später starben vier weitere Besatzungsmitglieder, die die Katastrophe überstanden hatten:  Chefingenieur Kapitän 2. Ranges (Fregattenkapitän) Igor Krassilnikow, Kapitän 3. Ranges (Korvettenkapitän) W. Markow, Kapitänleutnant W. Karpatschew und Starschina erster Stufe (Obermaat) R. Sadauskas.

## Reaktionen der Marinen
Aus der sowjetischen Marine wurde verlautbart, dass die Raketenexplosion durch eine Kollision mit einem amerikanischen U-Boot verursacht worden sei. Gestützt wurde diese These dadurch, dass die USS Augusta Ende Oktober 1986 mit Kollisionsschäden in ihren Heimathafen, die Naval Submarine Base New London in Groton, Connecticut, einlief. Wahrscheinlich ist jedoch, dass die Augusta in den Wirren nach dem Sinken der K-219 mit einem sowjetischen U-Boot von Projekt 667B, der K-279, kollidierte, das kurze Zeit später ebenfalls mit Kollisionsschäden in die Sowjetunion zurückkehrte. Auch Igor Britanow sagte nach dem Ende des Kalten Krieges in einem Gespräch mit Angehörigen der US Navy: „There was no collision“. („Es gab keine Kollision.“)
Sowohl die amerikanische als auch die sowjetische Regierung veröffentlichten im Laufe des 3. Oktobers Meldungen zu dem Unglück. Die US Navy gab eine Pressekonferenz, in der sie Karten mit dem von Kontamination bedrohten Gebiet zeigte. Beide Marinen teilten mit, dass zu keinem Zeitpunkt die Gefahr einer Nuklearexplosion oder von Kontamination der Umgebung bestanden habe.
Kritisch war vor allem der Zeitpunkt des Unglücks. Auch deshalb hielten sich beide Seiten mit konkreten Anschuldigungen zurück – gerade auch im Vergleich zu früheren wie auch späteren ähnlichen Ereignissen wie zum Beispiel der Verlust der Kursk im Jahre 2000. Der Grund dafür waren die am 11. und 12. Oktober 1986 stattfindenden Abrüstungsgespräche zwischen Ronald Reagan und Michail Gorbatschow auf Island. Darin ging es um die Abrüstung von in Europa stationierten Mittelstreckenraketen.
Durch die Nuklearkatastrophe von Tschernobyl weniger als 6 Monate zuvor war zudem die Öffentlichkeit sensibilisiert.
Die US Navy gab später als Reaktion auf Veröffentlichungen in Büchern folgendes Statement zu den Vorwürfen ab:

„The United States Navy normally does not comment on submarine operations, but in the case, because the scenario is so outrageous, the Navy is compelled to respond. The United States Navy categorically denies that any U.S. submarine collided with the Russian Yankee submarine (K-219) or that the Navy had anything to do with the cause of the casualty that resulted in the loss of the Russian Yankee submarine.“

„Die United States Navy gibt normalerweise zu U-Boot-Operationen keine Stellungnahmen ab. In diesem Fall jedoch sieht sich die Navy zu einer Antwort verpflichtet, weil die Umstände dermaßen empörend sind. Die United States Navy bestreitet entschieden, dass ein US-Unterseeboot mit dem russischen U-Boot der Yankee-Klasse (K-219) kollidiert sei oder dass die Navy irgendetwas mit dem Ablauf des Unfalles zu tun hatte, der mit dem Verlust des russischen Yankee-U-Bootes endete.“

## Folgen
Kapitän Britanow wurde nach seiner Rückkehr in der Sowjetunion Verletzung seiner Sorgfaltspflicht, Hochverrat und Sabotage vorgeworfen; er erwartete seinen Prozess im damaligen Swerdlowsk, bis er im Mai 1987 vom neuen Verteidigungsminister Dmitri Jasow von allen Anklagepunkten freigesprochen wurde.
Das Wrack der K-219 wurde nie gehoben; es liegt heute noch in etwa 5.500 Metern Tiefe. 1986 und 1987 schickte das sowjetische Marine-Institut ein Tieftauchboot mit einer Kamera zum Wrack. Angeblich soll dieses hunderte Bilder aufgenommen haben, die jedoch bis heute (Stand 2010) der Geheimhaltung unterliegen.
Die Raketen an Bord der K-219 enthielten insgesamt 30 Atomsprengköpfe mit rund 91 Kilogramm (200 lbs) radioaktivem Material. Diese wurden durch die Explosion und den steigenden Druck während des Sinkens nach Aussagen von Wissenschaftlern der russischen Atomwaffenforschungsanstalt Arzamas-16 zerstört, das Plutonium freigesetzt. Auf nach dem Sinken gesammelten Wrackteilen wurden radioaktive Spuren gefunden.
Das U-Boot-Wrack ist in eine Art Lehmboden gesunken. Tests zeigten, dass dieser in der Lage ist, Plutonium zu absorbieren. Da die Wasserbewegung in diesen Tiefen außerdem sehr langsam ist, ist es wahrscheinlich, dass sich kaum Radioaktivität ausgebreitet hat. Auch über weitergehende Verbreitung durch die Nahrungskette ist nichts bekannt.

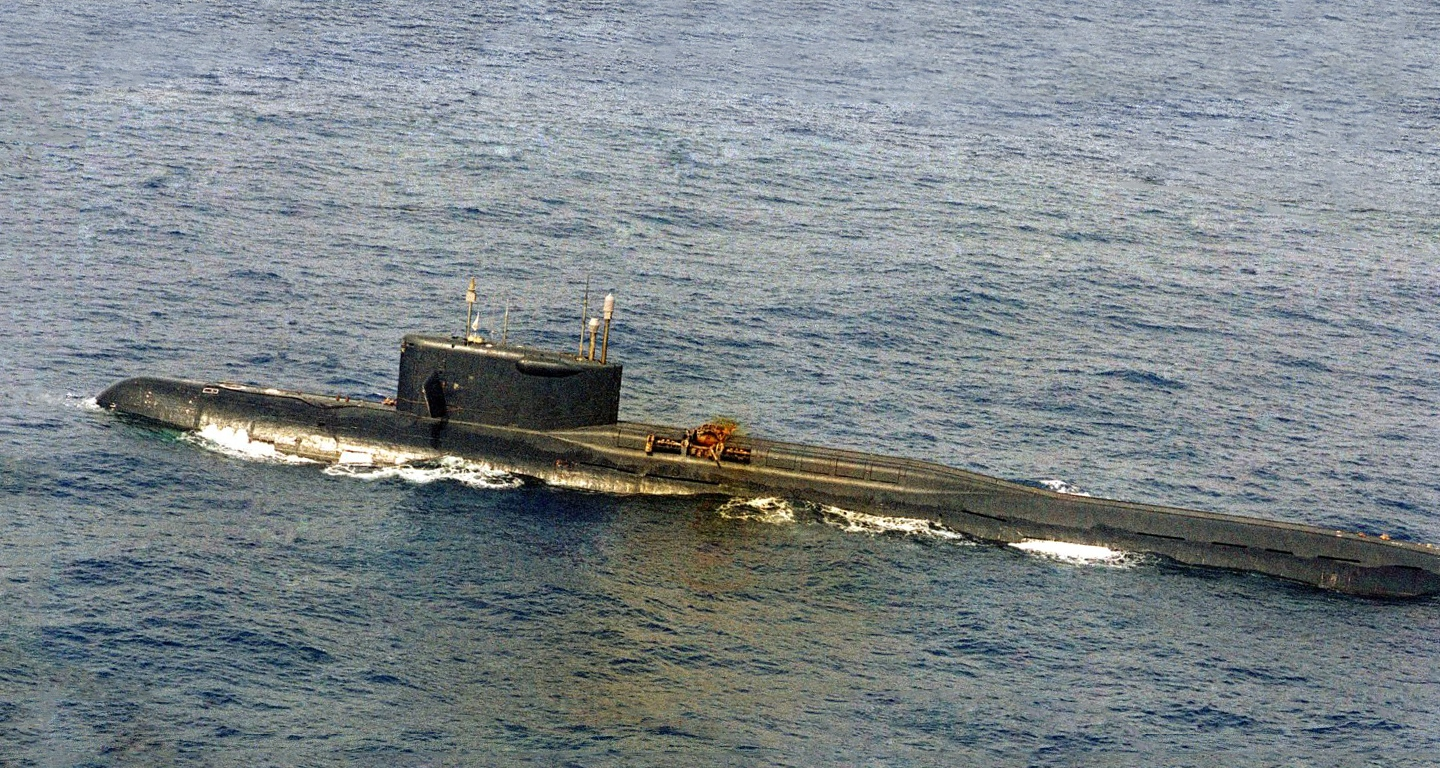
K-219 in Längsansicht an der Wasseroberfläche am 3. Oktober 1986. Gut zu erkennen der Buckel direkt hinter dem Turm des U-Bootes, der die Raketen enthält. Darüber eine kleine Wolke aus Nitrosegas über dem zerstörten Silo, das durch die Reaktion des Raketentreibstoffs mit Wasser entstanden ist und mit Wasser Salpetersäure bildet.

## Rezeption
Der ehemalige Marineattaché an der US-Botschaft in Moskau, Peter Huchthausen, schrieb zusammen mit dem ehemaligen Ersten Offizier der K-219, Igor Kurdin, der direkt vor der letzten Fahrt von K-219 das Boot verließ, den Tatsachenbericht Hostile Waters, der 1997 in englischer Sprache im Arrow Books Verlag erschien. Im Januar 2003 erschien das Buch auf Deutsch als In feindlichen Gewässern – Das Ende der K-219 im Mittler & Sohn Verlag, Hamburg. Des Weiteren gab es mehrere Veröffentlichungen in weiteren Sachbüchern, zum Beispiel in Jagd unter Wasser von Sherry Sontag und Christopher Drew, 2000 erschienen bei Goldmann.
Ebenfalls 1997 veröffentlichte Warner Bros. den HBO-Film Hostile Waters (deutscher Titel: Im Fahrwasser des Todes) mit Rutger Hauer, Martin Sheen und Max von Sydow, welcher in Deutschland auf VHS-Kassette und DVD erschienen ist. Gegen diesen Film ging Kapitän Britanow gerichtlich vor, da von ihm keine Genehmigung vorlag, seine Person darzustellen. Er gewann den Prozess im August 2004 und bekam Schadenersatz in einer nicht genannten Höhe zugesprochen.